# Robert Ward (Komponist)

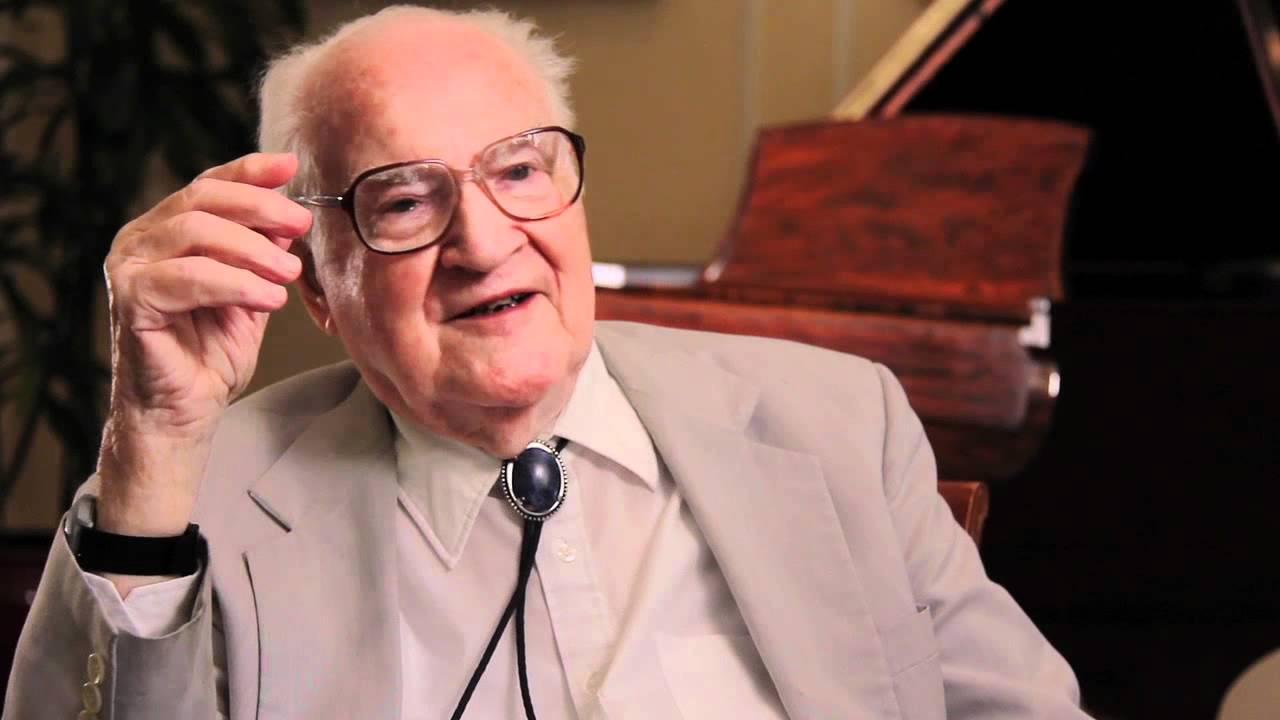
Robert Ward

Robert Ward (* 13. September 1917 in Cleveland, Ohio; † 2. April 2013 in Durham, North Carolina) war ein US-amerikanischer Komponist.

## Werdegang
Ward studierte in der Eastman School of Music in Rochester bei Howard Hanson und Bernard Rogers, dann an der Juilliard School of Music bei Frederick Jacobi und Albert Stoessel und schließlich in Tanglewood bei Aaron Copland. Von 1946 bis 1956 unterrichtete er an der Juilliard School und an der Columbia University. Bis 1967 war er Mitarbeiter des Verlages Galaxy Music Corporation, danach Präsident der North Caroline School of Arts.
Er komponierte u. a. sieben Opern, große und kleine Chorwerke, fünf Sinfonien, ein Ouvertüre, ein Klavier-, ein Saxophon- und ein Violinkonzert und Kammermusik. Für die Oper The Crucible wurde er 1962 mit dem Pulitzer-Preis für Musik und der New York Music Critic’s Citation ausgezeichnet. Er erhielt Preise der American Academy of Arts and Letters, deren Mitglied er seit 1967 war, der Rockefeller Foundation und des National Endowment for the Arts.

## Werke
- Vokalwerke
  - Concord Hymn für gemischten Chor
  - Consider Well God’s Ways für gemischten Chor und Basssolist
  - Earth Shall Be Fair für gemischten Chor, gemischten Chor und Kinderchor oder Solosopran und Orchester
  - I Hail This Land für gemischten Chor, band und Klavier
  - Images of God
  - In His Last Days Jesus Came to Jerusalem für gemischten Chor, Sopran und Orgel
  - Let Us Heed the Voice Within für gemischten Chor und Orgel
  - Sacred Canticles für gemischten Chor, Trompete, Perkussion und Keyboard
  - Sweet Freedom’s Song für gemischten Chor und Klavier
  - That Wondrous Night of Christmas Eve für gemischten Chor
  - When Christ Rode Into Jerusalem für gemischten Chor, Sopran und Orgel
  - with rue my heart is laden für gemischten Chor
  - Would You Be Glad für gemischten Chor, Kinderchor und Orgel
  - Arias for Baritone
  - Ballad from ‘Pantaloon’ für hohe Stimme
  - Hymn to the Night für Sopran
  - Love’s Seasons für hoge Stimme und Klavier
  - Sacred Songs for Pantheists für Sopran und Orchester
  - Hymn to the Night für Sopran
- Opern
  - Jonathan and the Gingery Snare für Erzähler und Orchester
  - Abelard & Heloise, Oper
  - Claudia Legare, Oper
  - The Crucible, Oper
  - He Who Gets Slapped (Pantaloon), Oper
  - Lady Kate, Oper
  - Roman Fever, Oper
- Werke für Soloinstrumente, Kammermusik
  - Bath County Rhapsody für Streichquartett und Klavier
  - Lamentation and Scherzo für Klavier
  - Celebrations of God in Nature für Orgel
  - The Promised Land für Orgel und Gemeinde
  - Serenade for Mallarme für Flöte, Viola, Cello und Klavier
  - Raleigh Divertimento für Bläserquintett
  - Fantasia for Brass Choir and Tympani
  - Appalachian Ditties and Dances für Violine und Klavier
  - Dialogues für Violine, Cello und Klavier
  - Second Sonata for Violin and Piano
  - Arioso für Viola und Klavier
  - Tarantelle für Viola oder Cello und Klavier
  - Arioso für Cello und Klavier
  - String Quartet No.1
  - Echoes of America für Klarinette, Cello und Klaviertrio
  - Antiphony für Bläser
  - Fiesta Processional für Bläser
  - Four Abstractions for Band für Bläser
  - Jubilation, An Overture für Bläser
  - Night Fantasy für Bläser
  - Prairie Overture für Bläser
- Orchesterwerke
  - Concerto for Piano & Orchestra
  - Concerto for Tenor Saxophone & Orchestra
  - By the Way of Memories für Orchester
  - Concerto for Violin & Orchestra
  - Dialogues für Violine, Cello und Orchester oder Klavier
  - Euphony für Orchester
  - Festive Ode für Orchester (Orchestral Score);
  - Hymn and Celebration für Orchester
  - Invocation and Toccata für Orchester
  - Symphony No.1
  - Symphony No.2
  - Symphony No.3
  - Symphony No.4
  - Fifth Symphony: Canticles of America